# Gando (cràter)
Gando és un cràter de l'asteroide del tipus Apol·lo, Itokawa, situat amb el sistema de coordenades planetocèntriques a -76 ° de latitud nord i 205 ° de longitud est. Fa un diàmetre de 0.04 km. El nom va ser fet oficial per la UAI el 18 de febrer de 2009 i fa referència a Gando, antiga base de llançament a Gran Canària (Espanya), convertida actualment en aeroport internacional.